# Getekende rozenspanner
De getekende rozenspanner (Anticlea derivata) is een nachtvlinder uit de familie van de spanners, de Geometridae. De voorvleugellengte bedraagt tussen de 14 en 16 millimeter. De soort komt verspreid over Europa, Noord-Afrika en Azië tot aan de Altaj voor. Hij overwintert als pop.

## Waardplanten
De getekende rozenspanner heeft verschillende soorten roos als waardplanten, met name hondsroos.

## Voorkomen in Nederland en België
De getekende rozenspanner is in Nederland en België een zeer zeldzame soort, die verspreid over het hele gebied kan worden gezien. De vlinder kent jaarlijks één generatie die vliegt van eind maart tot en met mei.